# Mighty Jets FC
Mighty Jets FC is een Nigeriaanse voetbalclub uit Jos. De club was vooral succesvol in de jaren 70.

## Erelijst
- Landskampioen
  - 1972
- Beker van Nigeria
  - Finalist: 1972, 1974